# サランダ県
サランダ県（アルバニア語：Rrethi i Sarandës、英語：Sarandë District）は、アルバニアのヴロラ州に属する、アルバニアの県。

## 概要
アルバニア沿岸部の最南端に位置し、ギリシアとの国境を有する。2010年現在の人口は48,474人、面積は730km2。県都はサランダ。ギリシア系少数民族が多数を占める。県都サランダ(Sarandë)、ギリシアとの国境を接するコニスポル(Konispol) - リゾート地として知られる。クサミル(Ksamil)、世界遺産があることで知られる。ブトリント(Butrint) 、の他チュカ(Çukë)、ヴリナ(Vrinë)などの集落を持つ。

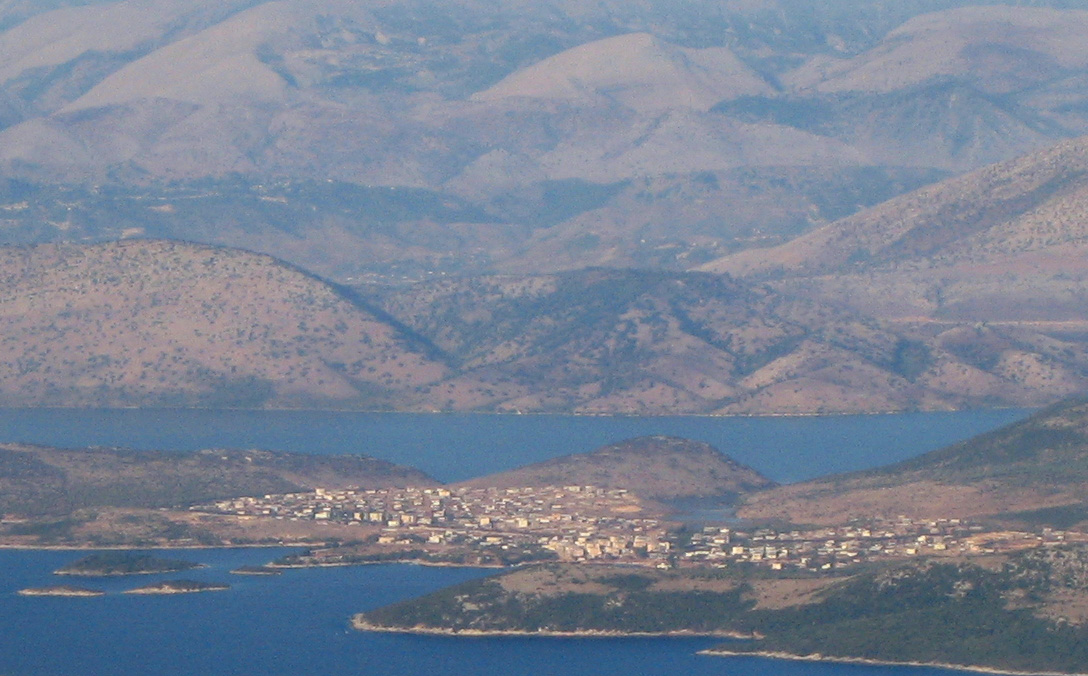
ギリシアのコルフ島から眺めた、サランダ県の南に位置するブトリント湖とクサミルの村。
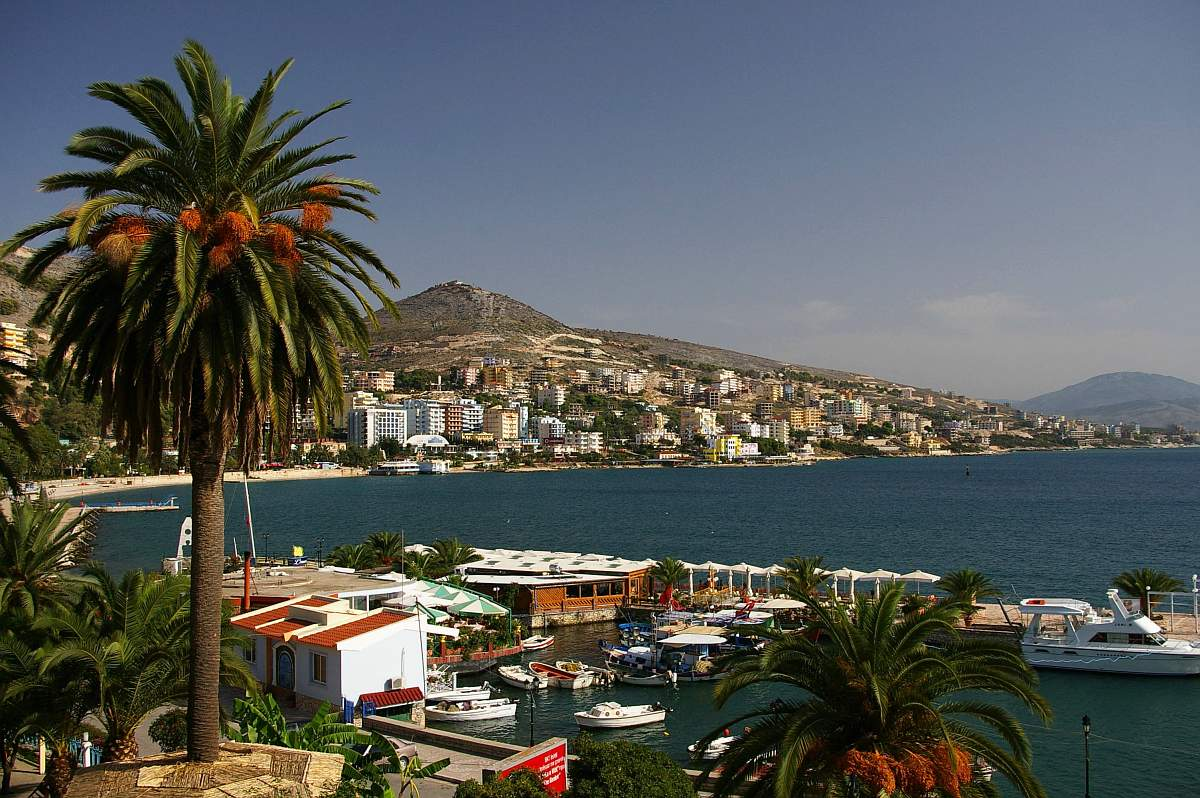
サランダ市街。

## 下部行政区画
- Bashkia Konispol
- Bashkia Sarandë (サランダ)
- Komuna Aliko
- Komuna Dhivër
- Komuna Ksamil
- Komuna Livadhja
- Komuna Lukovë
- Komuna Markat
- Komuna Xarë